# Stelling van Cayley-Hamilton
De stelling van Cayley-Hamilton is een stelling in de lineaire algebra die stelt dat iedere vierkante matrix voldoet aan zijn eigen karakteristieke vergelijking. Dat geldt voor zowel reële als complexe vierkante matrices. De stelling is naar de wiskundigen Arthur Cayley en William Hamilton genoemd.

## Stelling
Iedere vierkante reële of complexe {\displaystyle n\times n}-matrix voldoet aan zijn eigen karakteristieke vergelijking:
{\displaystyle f_{\mathbf {A} }(\mathbf {A} )=0},
waarin {\displaystyle f_{\mathbf {A} }} de karakteristieke polynoom van {\displaystyle \mathbf {A} } is, gedefinieerd als
{\displaystyle f_{A}(\lambda )=\det(\lambda \mathbf {I} _{n}-\mathbf {A} )}
Machten van {\displaystyle \mathbf {A} } worden gedefinieerd als herhaalde matrixvermenigvuldiging en de constante term als veelvoud van de eenheidsmatrix. De 0 in de uitdrukking is de nulmatrix.

## Voorbeeld
Van de matrix
{\displaystyle \mathbf {A} ={\begin{pmatrix}1&2\\3&4\end{pmatrix}}}
is de karakteristieke polynoom gegeven door
{\displaystyle f_{\mathbf {A} }(\lambda )=\det(\lambda \mathbf {I} _{2}-\mathbf {A} )=\det {\begin{pmatrix}\lambda -1&-2\\-3&\lambda -4\end{pmatrix}}=(\lambda -1)(\lambda -4)-(-2)(-3)=\lambda ^{2}-5\lambda -2}
Substitutie van {\displaystyle \mathbf {A} } voor {\displaystyle \lambda } geeft
{\displaystyle f_{\mathbf {A} }(\mathbf {\mathbf {A} } )=\mathbf {A} ^{2}-5\mathbf {A} -2\mathbf {I} _{2}={\begin{pmatrix}7&10\\15&22\\\end{pmatrix}}-{\begin{pmatrix}5&10\\15&20\\\end{pmatrix}}-{\begin{pmatrix}2&0\\0&2\\\end{pmatrix}}={\begin{pmatrix}0&0\\0&0\\\end{pmatrix}}}